# Kilamba

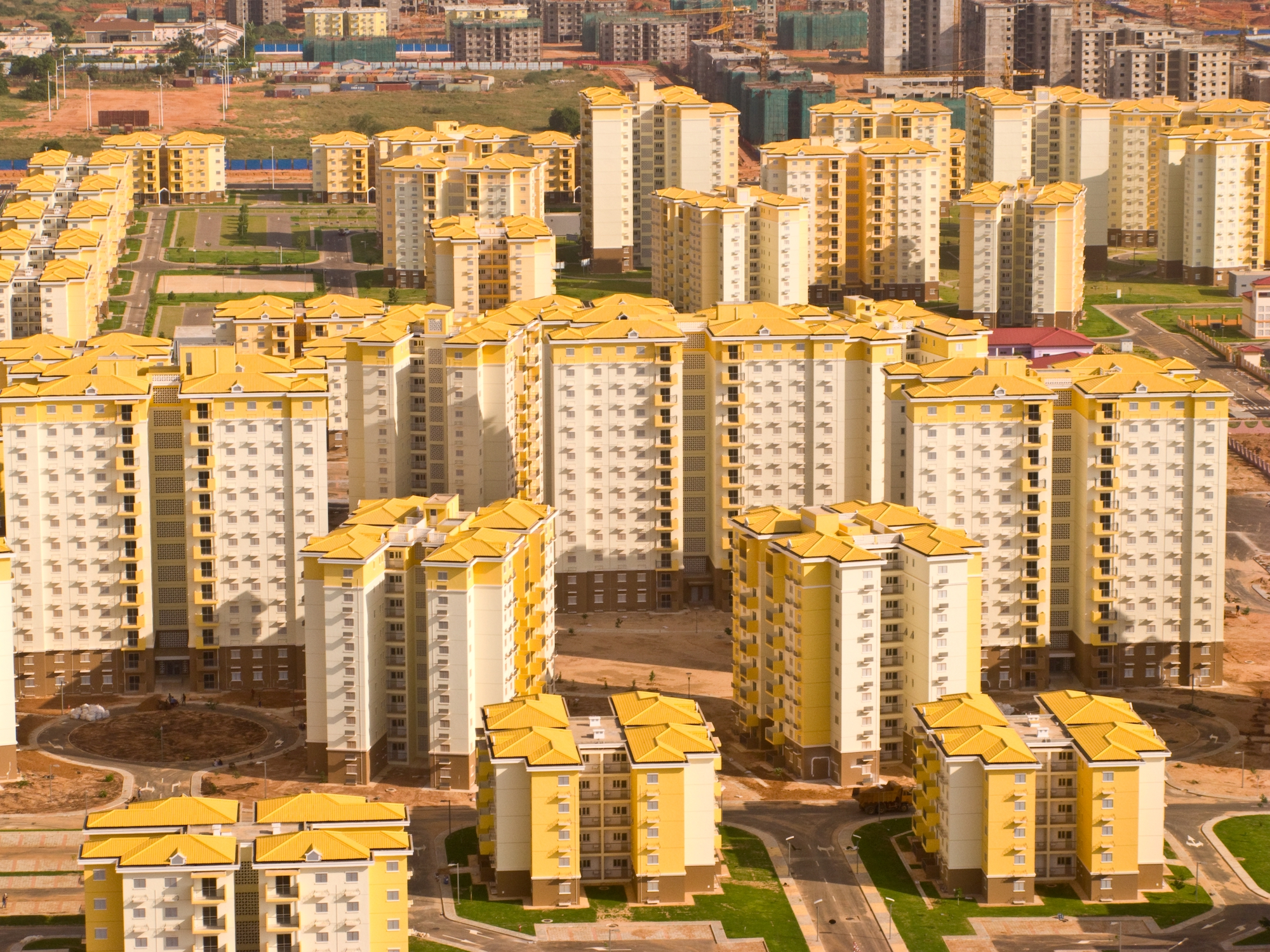
Kilamba

Nova Cidade de Kilamba (Thành phố mới Kilamba) là một khu vực phát triển nhà có cự ly km (18 dặm) từ Luanda, thủ đô của Angola. Nó đang được xây dựng bởi China International Trust and Investment Corporation.
Kilamba được thiết kế để cung cấp nơi ở cho 500.000 người, và bao gồm 750 khu chung cư 8 tầng, hơn 100 cơ sở thương mại và hàng chục trường học. Chi phí được báo cáo là 3,5 tỷ đô la Mỹ, tài trợ một khoản tín dụng của Trung Quốc và được hoàn trả bởi chính phủ Angola bằng dầu mỏ. Nó có lẽ là một trong những dự án xây dựng lớn nhất ở châu Phi. 
Tính đến tháng 7 năm 2012, công tác xây dựng các tòa nhà phần lớn đã hoàn thành nhưng vẫn còn trống. Chỉ có 220 căn hộ đã được bán ra đợt đầu tiên trong số 2.800 căn chào bán. Doanh số bán nhà đã bị chậm do khó khăn trong việc vay vốn thế chấp. Một trường trong hoạt động, nhưng trẻ em được bussed từ các khu vực khác như là không sống ở gần đó. Chính phủ có kế hoạch sử dụng một số của các khối dân cư như nhà ở xã hội. 
Mặc dù Kilamba góp phần đáp ứng các cam kết cuộc bầu cử Tổng thống José Eduardo dos Santos trong năm 2008 xây dựng một triệu gia đình mới trong bốn năm, Angola không có một tầng lớp trung lưu lớn có thể mua nhà như vậy.